# John Cranko
John Cyril Cranko, född 15 augusti 1927 i Rustenburg, Nordvästprovinsen, Sydafrika, död 26 juni 1973, var en sydafrikansk koreograf, verksam vid Sadler's Wells och Stuttgartbaletten.
Cranko har bland annat koreograferat baletterna Romeo och Julia efter William Shakespeare och Onegin efter Aleksandr Pusjkin.
Den 26 juni 1973 befann sig Cranko på en långfärdsflygning över Atlanten. Han tog en sömntablett, men drabbades av en allergisk reaktion och kvävdes till döds.